# Список зарубежных поездок президента Халонен

Карта международных поездок Халонен:
Финляндия
Страны, в которых президент побывала

Это список официальных зарубежных визитов Тарьи Халонен, 11-го президента Финляндии. Во время своего президентства, которое продолждалось с 1 марта 2000 по 1 марта 2012 года, Халонен побывала в ряде государств на международном уровне.

## 2000
- Швеция, 2-3 мая. Встреча с Карлом XVI Густавом.
- Эстония, 16-17 мая. Встреча с президентом Леннартом Мери.
- Исландия, 19-21 сентября. Встреча с Оулавюром Рагнаром Гримссоном.
- Норвегия, 25-26 октября. Встреча с королём Харальдом V.

## 2001
- Дания, 3-5 апреля. Встреча с королевой Маргрете II.
- Польша, 25-26 апреля. Встреча с президентом Александром Квасьневским.
- Латвия, 9-10 мая. Встреча с Вайрой Вике-Фрейбергой.

## 2002
- Литва, 6-7 марта. Встреча с Валдасом Адамкусом.
- Республика Корея, 7-11 апреля. Встреча с Ким Дэ Чжуном.
- Венгрия, 27-28 августа. Встреча с Ференцем Мадлом.
- Китай, 25-28 ноября. Встреча с Ху Цзиньтао.

## 2003
- Танзания, 4-7 февраля. Встреча с Бенджамином Мкапа.
- Болгария, 24-26 февраля. Встреча с Георгием Пырвановым.
- Чили, 5-7 октября. Встреча с Рикардо Лагосом.

## 2004
- Бельгия, 30 марта-1 апреля. Встреча с Альбертом II.
- Никарагуа, 29 мая-1 июня. Встреча с Хосе Арнольдо Алеман Лакайо.

## 2005
- Россия, 9 мая. Участие в Дне Победы.
- Армения, 26-27 сентября. Встреча с Роберт Кочаряном.
- Словения, 10-12 октября. Встреча с Янезом Дрновшеком.

## 2007
- Австралия, 13-17 февраля. Встреча с Майклом Джеффери.
- Новая Зеландия, 18-21 февраля. Встреча с Ананд Сатьянандом.
- Германия, 2-5 мая. Встреча с Хорст Кёлером.
- Ирландия, 11-14 ноября. Встреча с Мэри Патришия Мак-Элис.

## 2008
- Индонезия, 18-19 февраля. Встреча с Сусило Бамбанг Юдойоно.
- Сингапур, 20 февраля. Встреча с Селлапан Раманатаном.
- Вьетнам, 21-23 февраля. Встреча с Нгуен Минь Чьет.
- Люксембург, 24-26 ноября. Встреча с герцогом Анри.

## 2009
- Сенегал, 3-6 марта. Встреча с Абдулай Вадом.
- Либерия, 6-8 марта. Встреча с Элен Джонсон-Серлиф.

## 2010
- Латвия, 7-8 июня. Встреча с Валдисом Затлерсом.
- Италия, 7-9 сентября. Встреча с Джорджо Наполитано
- Израиль, 11-13 октября. Встреча с Шимоном Пересом.
- Россия, 8-11 ноября. Встреча с Владимиром Путиным.

## 2011
- Намибия, 21-23 февраля. Встреча с Хификепунье Похамбой.